# Endetarmsåbning
Endetarmsåbningen (lat.: anus) er udmundingen på kroppens overflade mellem balderne, hvor den sidste del af fordøjelseskanalen kaldes analkanalen, eller canalis analis ender. Kanalen er det sidste 3 til 4 cm lange stykke ringmuskelbeklædte tarm af den 20 cm lange endetarm. Den er lukkemuskel for tarmens udmunding.
Canalis analis er forbundet med rectum, endetarmen, og omgivet af fedtvæv, så kanalen kan udvides når fæces passerer. Hos mænd har rectum tæt kontakt med prostata, urinrøret og bulbus penis, hvilket muliggør palpation af disse strukturer ved rektal eksploration. Hos kvinder er skeden og rectum adskilt af bløddele i mellemkødet.
Histologisk er der ved anus et skift mellem tarmens slimhinde og hudens forhornede pladeepitel. I selve canalis analis findes længdegående analsøjler, columnae anales, der indeholder endegrene fra den øvre rectale arterie og vene (a. et. v. rectalis superior), disse løber i søjlerne sammen med grene fra den nedre rectale arterie og vene (a. et v. rectalis inferior).
Anus er en erogen zone og kan deraf stimuleres som del af en seksuel akt, hvorfra der kan opleves nydelse.